# Ischnoscia borreonella
Ischnoscia borreonella is een vlinder uit de familie echte motten (Tineidae). De wetenschappelijke naam is voor het eerst geldig gepubliceerd in 1874 door Millière.
De soort komt voor in Europa.